# Putao
Putao (in lingua birmana: ပူတာအိုမြို့) è una città della Birmania, situata nello Stato Kachin, nel nord del Paese.